# Distoleon parvulus
Distoleon parvulus is een insect uit de familie van de mierenleeuwen (Myrmeleontidae), die tot de orde netvleugeligen (Neuroptera) behoort. 
Distoleon parvulus is voor het eerst wetenschappelijk beschreven door Okamoto in 1910.